# 9月4日
9月4日（くがつよっか）は、グレゴリオ暦で年始から247日目（閏年では248日目）にあたり、年末まであと118日ある。

## できごと

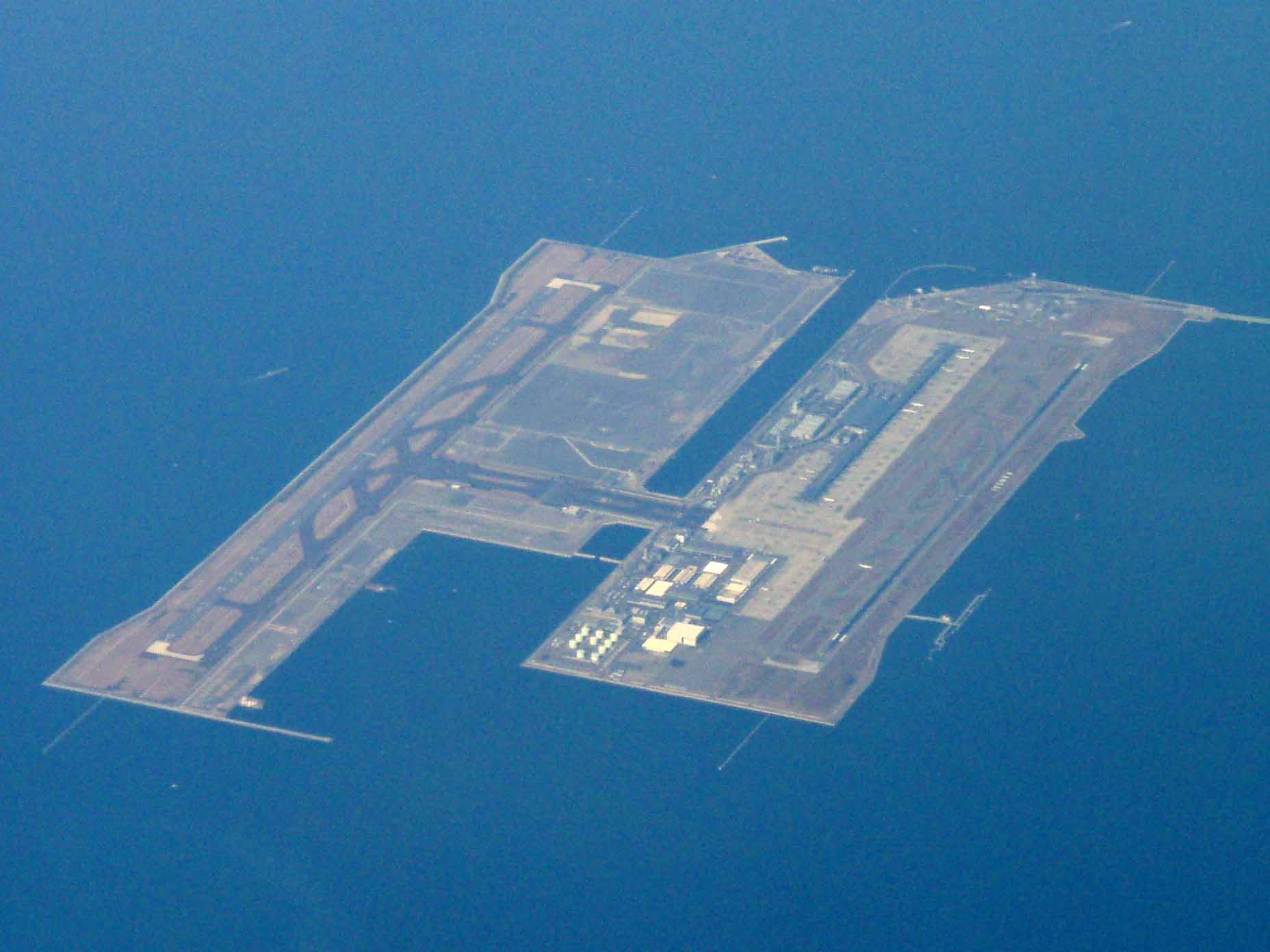
関西国際空港開港(1994)。画像は2007年のもの。

- 476年 - 西ローマ帝国皇帝ロムルス・アウグストゥルスがオドアケルによって退位させられ、西ローマ帝国が滅亡。
- 626年（武徳9年8月8日） - 李世民（太宗）が唐の第2代皇帝に即位。
- 925年 - ウェセックス家の王族アゼルスタンがアングロ・サクソン人の王に就任。
- 929年 - レンツェンの戦い（英語版）。ドイツ王ハインリヒ1世がスラヴ民族のオボトリート族とヴェレティ族（英語版）を撃破。
- 1260年 - モンタペルティの戦い（英語版）。シエーナ共和国のギベリン軍がフィレンツェ共和国のゲルフ軍を破る。
- 1282年 - アラゴン王ペドロ3世がパレルモにてシチリア王ピエトロ1世として即位することを宣言する。
- 1346年 - 百年戦争：カレー包囲戦が始まる。
- 1479年 - アルサソヴァス条約（英語版）がアフォンソ5世らによって署名される。
- 1526年 - リンリスゴー橋の戦い（英語版）
- 1607年 - Flight of the Earls: ヒュー・オニールが90人ほどの味方と共にアイルランドからの退去を開始。
- 1710年（宝永7年8月11日） - 新宮家・閑院宮を創設。
- 1774年 - ジェームズ・クックがニューカレドニアを発見。
- 1781年 - スペインのネベ総督が現在のロサンゼルスの前身となる村落を建設。
- 1796年 - フランス革命戦争：ロヴェレトの戦い（英語版）
- 1800年 - マルタ包囲戦が終了。マルタはイギリスの保護国になる。
- 1812年 - 米英戦争：ハリソン砦包囲戦が始まる。
- 1839年 - アヘン戦争の前哨戦に当たる九竜の海戦（英語版、中国語版）が行われる。
- 1862年 - 南北戦争：ミルヒルの戦い、リーズバーグ近郷でポトマック川渡河点を確保するための騎兵同士の会戦で、北バージニア軍の1隊がラウドアン郡からポトマック川を越えてメリーランド州内に入る。メリーランド方面作戦の前哨戦。
- 1870年 - フランス皇帝ナポレオン3世がプロイセンの捕虜となったのを受けてパリで蜂起が発生し、国防政府（臨時政府）が成立。第二帝政が終焉を迎え、第三共和政が始まる。
- 1886年 - アパッチ族のジェロニモが降伏。
- 1888年 - ジョージ・イーストマンがロールフィルム・カメラの特許を取得し、Kodakの商標を登録する。
- 1908年 - 新潟市内で、この年2度目の大火。古町を中心に2122戸が焼失した[1]。
- 1912年 - アルバニア反乱（英語版）が終了。
- 1913年 - ワグナー事件。ドイツ・バーデン＝ヴュルテンベルク州の国民学校の教員ワグナーが、家族を殺害した後に街に出て無差別殺人。
- 1914年 - イギリス、フランス、ロシアの政府間でロンドン条約（フランス語版）が締結。
- 1919年 - ムスタファ・ケマル・アタテュルクがシヴァス会議（英語版）を開く。9月11日まで。
- 1923年 - 飛行船シェナンドーが初飛行。
- 1936年 - スペイン内戦に際してラルゴ・ガバレロ（英語版）が戦時内閣を組閣。
- 1939年 - 第二次世界大戦：日本の阿部信行首相が「欧州戦争には介入しない」と中立を表明。
- 1939年 - 第二次世界大戦：ドイツに対するイギリス空軍の攻撃が開始。ウィリアム・J・マーフィー（William J. Murphy (RAF officer)）ら4人が第二次世界大戦におけるイギリス空軍最初の犠牲者となる。
- 1941年 - 第二次世界大戦：ドイツの潜水艦が初めてアメリカの艦船を攻撃。標的はUSS グリーア（英語版）。
- 1943年 - 第二次世界大戦：上野動物園で空襲に備えて薬殺した猛獣の慰霊法要を実施[2]。
- 1944年 - バーナード・ロー・モンゴメリー将軍指揮の英国軍がアントワープを解放[3]。
- 1944年 - 継続戦争が講和を行うべく停戦。
- 1948年 - オランダ女王ウィルヘルミナが健康上の理由で退位を表明。ユリアナが新女王に即位。
- 1949年 - 大型旅客機ブリストル ブラバゾンが初飛行。
- 1949年 - ピークスキル暴動。ポール・ロブスンの再コンサート終了後、観客が反共主義者や退役軍人・KKK団の襲撃を受け140名の負傷者を出す。
- 1951年 - サンフランシスコ講和会議が開幕する。9月8日にサンフランシスコ講和条約に調印。
- 1955年 - 由美子ちゃん事件: アメリカの占領下にあった沖縄の嘉手納基地付近の海岸で６歳の幼女の遺体が見つかる。
- 1955年 - トンボユニオンズのヴィクトル・スタルヒン投手が日本プロ野球史上初の通算300勝を達成。
- 1957年 - フォード・モーターがエドセルブランドを新設する[4]。
- 1957年 - 米公民権運動：リトルロック高校事件。アーカンソー州知事オーヴァル・フォーバス（英語版）の命令により州兵100人が出動し、黒人9人の高校通学を阻む。
- 1963年 - スイス航空306便墜落事故。
- 1964年 - エディンバラでフォース・ロード・ブリッジ（英語版）が開通。
- 1967年 - ベトナム戦争：スウィフト作戦（英語版）が始まる。
- 1970年 - チリで大統領選挙。サルバドール・アジェンデが当選する。
- 1971年 - アラスカ航空1866便墜落事故。
- 1972年 - マーク・スピッツ、ミュンヘンオリンピック水泳で七冠達成。
- 1972年 - 米CBSでボブ・バーカーが35年間司会を務め、現在はドリュー・キャリーが司会を務める『ザ・プライス・イズ・ライト』の放送が始まる[5][6]。
- 1975年 - 中東戦争：シナイ暫定協定（英語版）が締結される。
- 1976年 - 京阪100年号事故。
- 1979年 - 上野動物園のジャイアントパンダ・ランラン死去。
- 1983年 - 新薬開発で2億円を不正に受領した岐阜薬科大学学長を逮捕。
- 1984年 - 京都・大阪連続強盗殺人事件（警察庁広域重要指定115号事件）[7]。
- 1987年 - 日本航空を完全民営化する「日本航空株式会社法を廃止する等の法律」が可決。同年10月1日施行[8]。
- 1987年 - 第二電電・日本テレコム・日本高速通信の新電電3社が一般向けの市外電話サービスを開始。
- 1989年 - 初回となる大規模な月曜デモ。西側メディアの存在もあり東ドイツより外でも広く知られるようになる。
- 1990年 - 北朝鮮首相らが韓国の首都ソウルを訪問し、南北分断後初の南北朝鮮首相会談を行う。
- 1991年 - プロ野球実行委員会においてロッテオリオンズ（当時）の、神奈川県川崎市から千葉県への保護地域、ならびに本拠地球場を同県千葉市美浜区の千葉マリンスタジアムへの移転を正式に承認。
- 1994年 - 関西国際空港開港。
- 1994年 - 武豊騎手が騎乗するスキーパラダイスがフランスのムーラン・ド・ロンシャン賞で優勝。日本人騎手初の国外G1勝利。
- 1995年 - 沖縄米兵少女暴行事件。日米地位協定により起訴されるまで犯人が日本側に引き渡されないことが大きな問題になる。
- 1998年 - Google社設立。
- 2001年 - 東京ディズニーシーがグランドオープン[9]。
- 2002年 - ア・リーグでアスレチックスがリーグ最多の20連勝。
- 2006年 - 運輸多目的衛星MTSAT-2（ひまわり7号）が気象観測の待機運用を開始。初めて日本の気象衛星が2機体制となる。
- 2010年 - ニュージーランドで2010年カンタベリー地震が発生。
- 2014年 - アルカイダの指導者アイマン・ザワヒリーが、聖戦への参加を呼び掛けインド亜大陸支部（英語版）の設立を発表[10]。
- 2016年 - マザー・テレサが教皇フランシスコにより列聖される。
- 2018年 - 平成30年台風21号が「非常に強い」勢力で日本に上陸し、近畿地方を中心に大きな被害を出す。関西国際空港ではタンカーが関西国際空港連絡橋の橋桁に衝突。
- 2018年 - アリフ・アルヴィが2018年パキスタン大統領選挙（英語版）の結果パキスタンの首相に選出。9月9日就任。
- 2019年 - 香港政府の林鄭月娥行政長官が、逃亡犯条例改正案の正式撤回を表明。改正案は、同年3月から始まったデモ激化の端緒だった[11]。
- 2020年 - ベネディクト16世が生後93年4か月16日になり既存のレオ13世を超えてローマ教皇経験者史上最高齢となった。
- 2023年 - 沖縄県宜野湾市の米軍普天間基地の名護市辺野古への移設計画を巡り、国が沖縄県に設計変更を承認するように命じた是正指示の違法性が争われた訴訟で、最高裁判所は、国の指示は「適法」とする判決を言い渡した[12]。

## 誕生日

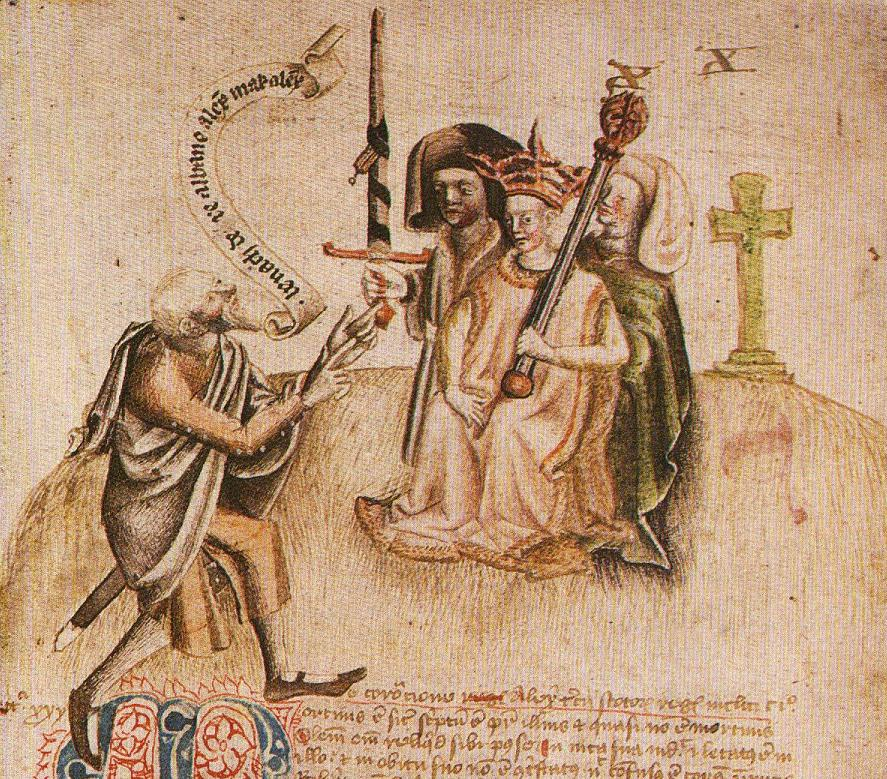
スコットランド王アレグザンダー3世(画像右; 1241-1286)誕生。

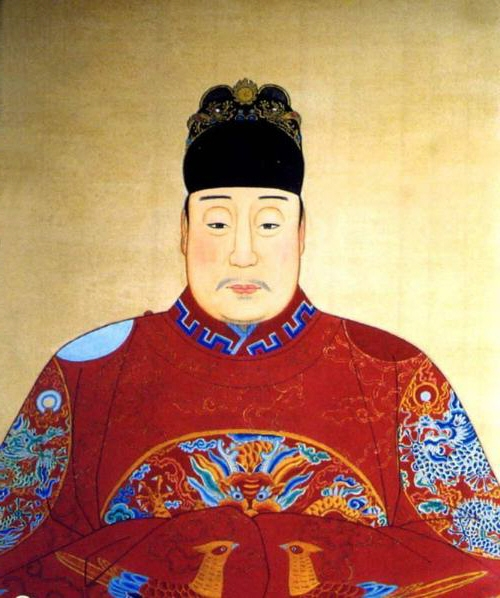
明の第14代皇帝、万暦帝(1563-1620)誕生。

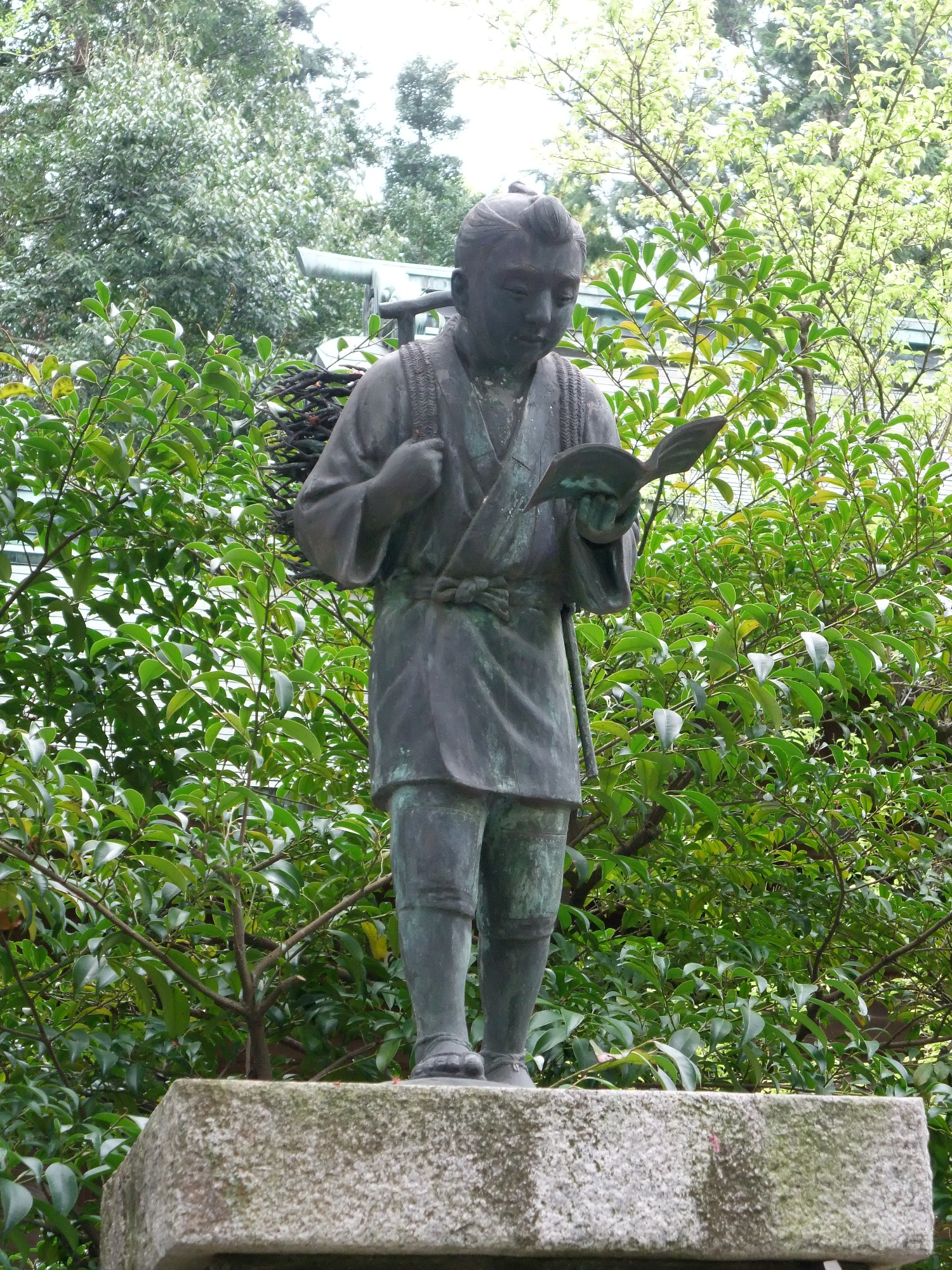
農政家、思想家二宮尊徳(1787-1856)誕生。

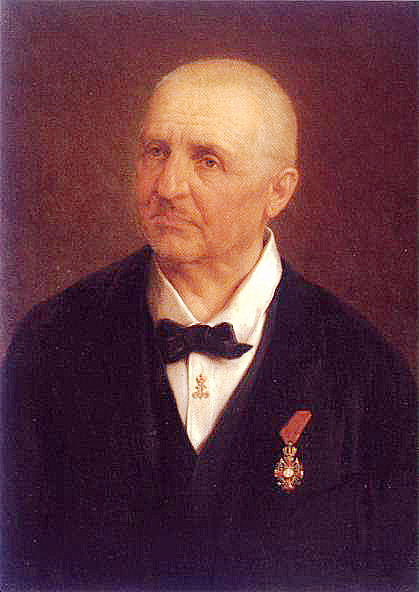
作曲家アントン・ブルックナー(1824-1896)誕生。

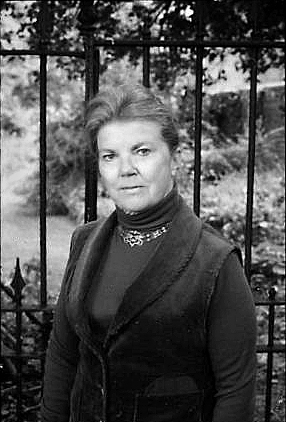
英国人作家、ジョーン・エイケン(1924-2004)誕生。

- 1241年 - アレグザンダー3世、スコットランド王 （+ 1286年）
- 1383年 - フェリクス5世、歴史上最後の対立教皇（+ 1451年）
- 1454年 - 第2代バッキンガム公ヘンリー・スタッフォード（+ 1483年）
- 1557年 - ゾフィー・フォン・メクレンブルク（+ 1631年）
- 1563年（嘉靖42年8月17日）- 万暦帝、第14代明皇帝（+ 1620年）
- 1580年 - ジョージ・パーシー（英語版）、探検家（+ 1632年）
- 1596年 - コンスタンティン・ホイヘンス（英語版）、詩人、作曲家（+ 1687）
- 1652年（承応元年8月2日）- 徳川綱誠、第3代尾張藩主（+ 1699年）
- 1681年 - カール・ハインリヒ・ビーバー、作曲家・ヴァイオリニスト（+ 1749年）
- 1717年 - ジョブ・オートン、教役者（+ 1783年）
- 1729年 - ルイ・フェルディナン、フランス王太子
- 1755年 - ハンス・アクセル・フォン・フェルセン、軍人、貴族（+ 1810年）
- 1768年 - フランソワ＝ルネ・ド・シャトーブリアン、政治家、作家（+ 1848年）
- 1787年（天明7年7月23日） - 二宮尊徳（二宮金次郎）、篤農家、思想家（+ 1856年）
- 1789年 - シャルル・ゴーディショー＝ボープレ、植物学者（+ 1854年）
- 1794年 - エドワード・ベイツ、アメリカ合衆国司法長官（+ 1869年）
- 1803年 - サラ・チルドレン・レスポーク（英語版）、米ポーク大統領のファーストレディ（+ 1891年）
- 1809年 - マヌエル・モント（英語版）、政治家、チリ大統領（+ 1880年）
- 1809年 - ユリウシュ・スウォヴァツキ、ロマン派詩人、劇作家（+ 1849年）
- 1824年 - アントン・ブルックナー、作曲家（+ 1896年）
- 1825年 - ダーダーバーイー・ナオロジ（英語版）、インド国民会議の議長（+ 1917年）
- 1826年 - マルティン・ヴィーベリ、発明家（+ 1905年）
- 1841年 - アルバート・ムーア、画家（+ 1893年）
- 1846年 - ダニエル・バーナム、建築家（+ 1912年）
- 1848年 - ルイス・ハワード・ラティマー（英語版）、発明家（+ 1928年）
- 1849年 - カール・ベルクボーム、法哲学者（+ 1927年)
- 1850年 - ルイージ・カドルナ、第一次世界大戦時のイタリア王国参謀本部長（+ 1928年）
- 1852年 - エイリッフ・ペーテシェン、画家（+ 1928年）
- 1885年 - 鈴木文治、政治家・労働運動家（+ 1946年）
- 1885年 - アントニオ・バッキ（英語版）、枢機卿（+ 1971年）
- 1888年 - オスカー・シュレンマー、芸術家、彫刻家、デザイナー（+ 1943年）
- 1891年 - フリッツ・トート、軍人、土木技術者、政治家（+ 1942年）
- 1892年 - ヘルムート・プレスナー、哲学者、社会学者（+ 1985年）
- 1892年 - ダリウス・ミヨー、作曲家（+ 1974年）
- 1894年 - オラーヌ・ドマジス（英語版）、女優（+ 1991年）
- 1896年 - アントナン・アルトー、詩人（+ 1948年）
- 1898年 - 松田尚之、彫刻家（+ 1995年）
- 1901年 - ウィリアム・ライオンズ、ジャガー創業者（+ 1985年）
- 1904年 - クリスチャン＝ジャック、映画監督（+ 1994年）
- 1904年 - サビン・カー、陸上競技選手（+ 1983年）
- 1905年 - メアリー・レノー（英語版）、作家（+ 1983年）
- 1905年 - ヴァルター・ツァップ、ミノックス創業者（+ 2003年）
- 1906年 - マックス・デルブリュック、生物物理学者（+ 1981年）
- 1907年 - レジー・ナルダー（英語版）、俳優（+ 1991年）
- 1908年 - ロベール・ギラン、ジャーナリスト（+ 1998年）
- 1908年 - エドワード・ドミトリク、映画監督（+ 1999年）
- 1908年 - リチャード・ライト、作家、詩人（+ 1960年）
- 1908年 - ディタ・パルロ、女優（+ 1971年）
- 1909年 - 時実利彦、生理学者（+ 1973年）
- 1909年 - エドゥアルト・ヴィルツ（英語版）、アウシュヴィッツ強制収容所のドイツSS主任医師（+ 1945年）
- 1912年 - ギュンター・リュッツオウ、ドイツ空軍のエース・パイロット（+ 1945年）
- 1913年 - 高橋政知、実業家（+ 2000年）
- 1913年 - 丹下健三、建築家（+ 2005年）
- 1913年 - ミッキー・コーエン、ギャング（+ 1976年）
- 1913年 - スタンフォード・ムーア、生化学者（+ 1982年）
- 1914年 - ルドルフ・ライディング、フォルクスワーゲン社第3代目の社長（+ 2003年）
- 1917年 - ヘンリー・フォード2世、実業家（+ 1987年）
- 1918年 - ジェラルド・ウィルソン、トランペット奏者（+ 2014年）
- 1919年 - グァルティエロ・ヤコペッティ、映画監督、雑誌記者（+ 2011年）
- 1923年 - 平井三郎、元プロ野球選手（+ 1969年）
- 1924年 - ジョーン・エイケン、児童文学作家（+ 2004年）
- 1925年 - アサ・アール・カーター、脚本家、作家（+ 1979年）
- 1926年 - イヴァン・イリイチ、哲学者、評論家（+ 2002年）
- 1926年 - エリアス・フラウイ（英語版）、政治家、レバノン大統領（+ 2006年）
- 1927年 - ピーター・ケネディ、フィギュアスケート選手
- 1927年 - 福田拓泉、政治運動家
- 1927年 - ジョン・マッカーシー、人工知能研究者（+ 2011年）
- 1928年 - ディック・ヨーク、ラジオ声優、ブロードウェイ俳優、テレビ俳優（+ 1992年）
- 1930年 - 藤岡琢也、俳優（+ 2006年）
- 1931年 - ミッツィ・ゲイナー、女優（+ 2024年）
- 1933年 - 森下整鎮、元プロ野球選手（+ 2018年）
- 1934年 - ヤン・シュヴァンクマイエル、アニメーション監督
- 1934年 - ロナルド・ルディントン、フィギュアスケート選手（+ 2020年）
- 1934年 - クライヴ・グレンジャー、経済学者（+ 2009年）
- 1934年 - エドゥアルト・ヒーリ、バリトン歌手（+ 2012年）
- 1935年 - すまけい、俳優（+ 2013年）
- 1936年 - 梶原一騎、漫画原作者（+ 1987年）
- 1936年 - 関森正治、元プロ野球選手 （+ 2023年）
- 1937年 - ドーン・フレーザー、競泳選手
- 1937年 - レス・アレン、サッカー選手
- 1937年 - ジーン・ルドウィック（英語版）、オルガニスト（+ 2010年）
- 1938年 - 渡会純男、元プロ野球選手
- 1941年 - ケン・ハレルソン、元プロ野球選手
- 1942年 - 奥山茂彦、政治家（+ 2017年）
- 1942年 - ジェリー・ジャレット、プロレスラー（+ 2023年）
- 1944年 - アンソニー・アトキンソン、経済学者（+ 2017年）
- 1945年 - 早川忠孝、政治家
- 1945年 - 平沢勝栄、政治家
- 1946年 - 関口穣二、元プロ野球選手
- 1946年 - デイヴ・リーブマン、サックス奏者、フルート奏者
- 1949年 - 四代目旭堂南陵、講談師（+ 2020年[13]）
- 1949年 - トム・ワトソン、プロゴルファー
- 1950年 - ドイル・アレクサンダー、野球選手
- 1951年 - 小林薫、俳優
- 1951年 - ジュディス・アイヴィー、女優
- 1953年 - 木村健悟、元プロレスラー、政治家、東京都品川区議会議員
- 1953年 - ファティ・テリム、サッカー選手
- 1955年 - 伊沢弘、俳優、声優、演出家
- 1955年 - マイケル・フォーチュナティ、歌手
- 1955年 - 成毛眞、実業家
- 1955年 - 白石幸長、俳優、声優
- 1956年 - ブラッキー・ローレス、ミュージシャン
- 1956年 - 野平ゆき、女優
- 1957年 - カンディ・アレキサンダー、ダンサー
- 1957年 - パトリシア・トールマン（英語版）、女優
- 1958年 - 越中詩郎、プロレスラー
- 1959年 - アルミン・コグラー、スキージャンプ選手
- 1960年 - 石井雅博、元プロ野球選手
- 1960年 - 与座朝勝、元プロ野球選手
- 1960年 - デイモン・ウェイアンズ、コメディアン
- 1961年 - 黄日華、俳優
- 1962年 - 山中伸弥、医学者、京都大学iPS細胞研究所名誉所長
- 1964年 - 荻野目慶子、女優
- 1964年 - 津原泰水、小説家（+ 2022年）
- 1964年 - 山崎有恒、歴史学者（+ 2024年）
- 1965年 - 粕谷昌央、調教師
- 1965年 - 渋谷員子、CGデザイナー、ドットクリエイター
- 1965年 - 坂井学、政治家
- 1966年 - 宍戸開、俳優
- 1966年 - 松田一三、俳優
- 1966年 - 吉田豊彦、元プロ野球選手
- 1966年 - 木下文信、元プロ野球選手
- 1968年 - おおばやしみゆき、漫画家
- 1968年 - 芹沢純一、騎手
- 1968年 - 中西直輝、中部日本放送社員、元アナウンサー
- 1968年 - マイク・ピアザ、元プロ野球選手
- 1968年 - 千葉聡、歌人、高校教諭
- 1969年 - ノア・テイラー、俳優
- 1970年 - 大島こうすけ、作曲家、キーボーディスト
- 1970年 - 大森貴洋、バスプロ
- 1970年 - 大森立嗣、映画監督
- 1971年 - ペギー・シュヴァルツ、フィギュアスケート選手
- 1972年 - ホルヘ・コルテス、元プロ野球選手
- 1973年 - 大田賢二、ナレーター、元お笑い芸人（プラスドライバー）
- 1973年 - 吉川有美、政治家
- 1973年 - リディア・シモン、マラソン選手
- 1974年 - 小倉弘子、TBSアナウンサー
- 1975年 - 阿部美穂子、タレント
- 1975年 - マーク・ロンソン、シンガーソングライター
- 1976年 - デッカチャン、お笑いタレント
- 1976年 - 福島潤、声優
- 1978年 - 石橋磨季、写真家
- 1978年 - 田丸麻紀、女優
- 1978年 - しまぞうZ、お笑いタレント（キャベツ確認中）
- 1979年 - 宮崎宣子、アナウンサー
- 1979年 - 松浦孝亮、レーシングドライバー
- 1980年 - ファビオ・カルボーン、レーシングドライバー
- 1980年 - 島谷ひとみ、歌手
- 1980年 - 廖于誠、元プロ野球選手
- 1980年 - 古卿大知、元プロ野球選手
- 1980年 - デイヴィッド・ギャレット、ヴァイオリニスト、モデル
- 1980年 - パット・ネシェック、プロ野球選手
- 1981年 - ビヨンセ・ノウルズ、歌手、女優
- 1981年 - ジェロ、演歌歌手
- 1981年 - 桝太一、アナウンサー
- 1981年 - 村上よしゆき、漫画家
- 1981年 - 上野隆博 (TAKAHIRO)、ダンサー、振付師、演出家
- 1982年 - SHINGO、ミュージシャン（Agitato）
- 1982年 - シオマリアッチ、お笑いタレント
- 1982年 - 細田阿也、タレント
- 1982年 - 仙三、総合格闘家
- 1983年 - 中丸雄一、タレント、アイドル（元KAT-TUN）
- 1985年 - 義達祐未、元女優
- 1985年 - 山本哲哉、元プロ野球選手
- 1985年 - 河本裕之、元サッカー選手
- 1986年 - 清水由紀、女優、タレント（元美少女クラブ31）
- 1986年 - 海堀あゆみ、サッカー選手
- 1987年 - 佐井祐里奈、アナウンサー
- 1988年 - 重盛さと美、タレント
- 1988年 - 戸田亮、元プロ野球選手
- 1988年 - 大谷真徳、元プロ野球選手
- 1989年 - 赤坂和幸、元プロ野球選手
- 1989年 - アンドレルトン・シモンズ、プロ野球選手
- 1989年 - 櫻田佑、お笑いタレント（トンツカタン）
- 1990年 - 鶴野太貴、サッカー選手
- 1990年 - 小原由梨愛、元サッカー選手
- 1990年 - オルガ・ハルラン、フェンシング選手
- 1990年 - ステファニア・フェルナンデス、ファッションモデル
- 1990年 - クリス・ベック、プロ野球選手
- 1991年 - 高倉稜、騎手
- 1991年 - 西田哲朗、元プロ野球選手
- 1991年 - 三谷美菜津、バドミントン選手
- 1992年 - ウィリー・ガルシア、プロ野球選手
- 1992年 - 流大、ラグビー選手
- 1994年 - GOMESS、ミュージシャン
- 1994年 - 山下永夏、モデル、タレント
- 1995年 - 松若風馬、騎手
- 1996年 - 植田大輝、元俳優
- 1997年 - 坂東希、パフォーマー、ファッションモデル、女優（元Flower、元E-girls）
- 1997年 - 松田蘭、レースクイーン
- 1998年 - 長濱ねる、タレント（元欅坂46、元けやき坂46）
- 1999年 - 楢岡のあ、グラビアアイドル
- 1999年 - 松大航也、俳優
- 1999年 - 木須フェリペ、プロ野球選手
- 1999年 - 田中希実、陸上競技選手
- 2000年 - 濱田太貴、プロ野球選手
- 2000年 - 尾上萌楓、プロボウラー
- 2003年 - 山本姫香、グラビアアイドル、ファッションモデル
- 2004年 - 川﨑帆々花、女優
- 2005年 - 鈴原すず、グラビアモデル
- 生年非公開 - あの、歌手、タレント、女優（元ゆるめるモ!、元I's）
- 生年不詳 - AYA -絢-、歌手（元BeForU）
- 生年不明 - モモコグミカンパニー、アイドル（元BiSH）

## 忌日

### 人物
- 799年 - ムーサー・カーズィム、イスラム教シーア派十二イマーム派第7代イマーム（* 745年）
- 1063年 - トゥグリル・ベグ、セルジューク朝初代スルターン（* 993年）
- 1199年 - ジョーン、シチリア王グリエルモ2世の妃（* 1165年）
- 1774年（安永3年7月29日）- 冷泉為村、江戸時代の公卿、歌人（* 1712年）
- 1811年（文化8年7月17日）- 呉春、絵師（* 1752年）
- 1813年 - ジェームズ・ワイアット、建築家
- 1851年 - レヴィ・ウッドベリー、第13代アメリカ合衆国財務長官（* 1789年）
- 1884年 - チャールズ・フォルジャー、第34代アメリカ合衆国財務長官（* 1818年）
- 1886年 - 近藤真琴、教育者（* 1831年）
- 1907年 - エドヴァルド・グリーグ、作曲家（* 1843年）
- 1907年 - 三遊亭三福 (初代)、落語家（* 1865年）
- 1913年 - 田中正造、政治家・活動家（* 1841年）
- 1930年 - ウラディミール・アルセーニエフ、探検家（* 1872年）
- 1940年 - 北白川宮永久王、皇族（* 1910年）
- 1944年 - エーリッヒ・フェルギーベル、ドイツ陸軍通信兵大将（* 1886年）
- 1946年 - 白瀬矗、日本陸軍の中尉、南極探検家（* 1861年）
- 1955年 - ガス・ウェイイング、プロ野球選手（* 1866年）
- 1963年 - ロベール・シューマン、元フランス首相（* 1886年）
- 1965年 - アルベルト・シュヴァイツァー、医者、音楽家（* 1875年）
- 1966年 - 高瀬荘太郎、会計学者、元文部大臣（* 1892年）
- 1974年 - マルセル・アシャール、劇作家（* 1899年）
- 1974年 - クレイトン・エイブラムス、アメリカ陸軍参謀総長（* 1914年）
- 1975年 - 壺井繁治、詩人（* 1897年）
- 1976年 - 宮沢俊義、法学者（* 1899年）
- 1983年 - 猫田勝敏[14]、バレーボール選手（* 1944年）
- 1983年 - 渡辺宗太郎[15]、行政法学者（* 1893年）
- 1984年 - エルンスト・シュテュッケルベルク、物理学者（* 1905年）
- 1986年 - ワルター・ワンダレイ、ボサノヴァ・サンバのオルガン奏者、ピアニスト（* 1931年）
- 1986年 - ハンク・グリーンバーグ、プロ野球選手（* 1911年）
- 1987年 - 佐々木つとむ[注 1]、ものまねタレント（* 1947年）
- 1988年 - 松田武、第4代航空幕僚長、実業家（* 1906年）
- 1988年 - 津川武一、日本共産党衆議院議員、小説家（* 1910年）
- 1989年 - ジョルジュ・シムノン、推理作家（* 1903年）
- 1989年 - コーリン・クラーク、経済学者（* 1905年）
- 1990年 - アイリーン・ダン、女優（* 1898年）
- 1990年 - 大石真、児童文学作家（* 1925年）
- 1991年 - 反町茂雄、古書店経営者（* 1901年）
- 1992年 - 三升家小勝 (7代目)、落語家（* 1937年）
- 1997年 - ハンス・アイゼンク、心理学者（* 1916年）
- 1997年 - アルド・ロッシ、建築家（* 1931年）
- 1999年 - クレメント・スラヴィツキー、作曲家（* 1910年）
- 2001年 - 林富士馬、詩人、文芸評論家（* 1914年）
- 2001年 - 伊藤宗一郎、第69代衆議院議長（* 1924年）
- 2001年 - 萩元晴彦、テレビ・音楽プロデューサー（* 1930年）
- 2002年 - ヴラド・ペルルミュテール、ピアニスト（* 1904年）
- 2003年 - ローラ・ボベスコ、ヴァイオリニスト（* 1921年）
- 2003年 - 福田一郎、音楽評論家（* 1923年）
- 2003年 - ティボール・ヴァルガ、ヴァイオリニスト、指揮者（* 1921年）
- 2006年 - アストリッド・ヴァルナイ、ソプラノ歌手（* 1918年）
- 2006年 - 阿部謹也、歴史学者（* 1935年）
- 2006年 - ジャチント・ファッケッティ、サッカー選手（* 1942年）
- 2006年 - スティーブ・アーウィン、環境保護活動家、クロコダイルハンター（* 1962年）
- 2007年 - 瀬島龍三[16]、日本陸軍の中佐、実業家（* 1911年）
- 2007年 - 佐藤真、映画監督（* 1957年）
- 2007年 - 沼田憲保、モーターサイクルロードレース選手（* 1966年）
- 2016年 - 粟屋敏信、政治家、元衆議院議員（* 1926年）
- 2017年 - 長崎昭義、実業家、スキー選手（* 1945年）
- 2018年 - 植木馨[17]、実業家、元植木組社長（* 1925年）
- 2019年 - 阿部照哉、法学者、京都大学名誉教授（* 1929年）
- 2019年 - ブランカ・フェルナンデス・オチョア、アルペンスキー選手（* 1963年）※遺体発見日
- 2020年 - ゲイリー・ピーコック、ジャズベーシスト（* 1935年）
- 2021年 - 武田恒夫、美術史家、大阪大学名誉教授（* 1925年）
- 2021年 - ウィラード・スコット、俳優、コメディアン、道化師（* 1934年）
- 2021年 - ヨルク・シュライヒ、構造エンジニア（* 1934年）
- 2022年 - ピーター・ストラウブ、小説家（* 1943年）
- 2023年 - 畑博行、法学者、近畿大学元学長・名誉教授、広島大学名誉教授（* 1930年）
- 2023年 - グドベルグー・ベルグッソン、作家、翻訳家（* 1932年）
- 2023年 - 戸田邦司、政治家、元参議院議員、元運輸省東北運輸局長（* 1934年）
- 2023年 - ゲイリー・ライト、歌手、キーボーディスト、ピアニスト（* 1943年）
- 2023年 - フィリップ・ミナリク、騎手（* 1975年）
- 2024年 - 御童カズヒコ、漫画家（* 1961年）

### 人物以外（動物など）
- 1979年 - ランラン、上野動物園のジャイアントパンダ（* 1968年）

## 記念日・年中行事
- 移民の日（ アルゼンチン）
アルゼンチン行政府の政令により1949年に制定された祝日[18]。移民祭（スペイン語版、英語版）が催される。アルゼンチンは1914年には人口のほぼ3割が非ネイティブであった。
- 新聞配達の日（英語版）（ アメリカ合衆国）
1833年のこの日、10歳の少年 Barney Flaherty が初の新聞配達を行ったことを記念[19]。
- クラシック音楽の日（ 日本）
「ク(9)ラシ(4)ック」の語呂合わせ。より多くの人にクラシック音楽に親しんでもらうことが目的。日本音楽マネージャー協会（現日本クラシック音楽事業協会）が制定[20]。
- くじらの日（ 日本）
鯨類などの試験研究などを行う一般財団法人日本鯨類研究所が制定[21]。鯨と日本人の共生を考えることが目的。日付は9と4で「くじら」と読む語呂合わせから。
- くしの日（ 日本）
「く(9)し(4)」の語呂合わせ。美容関係者が櫛を大切に扱い、美容に対する人々の認識を高めてもらおうと、美容週間実行委員会（現美容週間振興協議会）が1978年に制定。1979年からは、くしの日を中心に「美容週間」を設け様々なイベントを実施している[22]。
- 串の日（ 日本）
運動会などのイベントで外出することが多いこの季節に、片手でも手軽に食べられる串ものをもっと食べてもらいたいとの願いから、香川県三豊市に本社を置く株式会社「味のちぬや」が制定。日付は9と4で「串（くし）」と読む語呂合わせから[23][24]。
- 関西国際空港開港記念日（ 日本）
1994年（平成6年）のこの日、大阪府大阪市に位置する国際空港が開港した。世界初の本格的な海上空港で、日本初の24時間運用空港でもある。航空審議会が「泉州沖が最適」と答申してから20年目のことだった[25]。
- 心を注ぐ急須の日（ 日本）
急須のある生活を勧めることで人々の心にも愛情という潤いを注ぎ、家族のなごみの時間を増やしてもらおうと、京都ほっこり庵七之進の畠山友晴が制定。日付は9と4で「急須」と読む語呂合わせから。急須でお茶を飲む文化の普及と、人と人との温かいコミュニケーションの拡大を目指している[26]。